# 톡식 어벤저 (2023년 영화)
《톡식 어벤저》(영어: The Toxic Avenger)는 2023년 제작된 미국의 슈퍼히어로, 블랙 코미디 영화이다. 메이컨 블레어가 감독과 각본을 맡았으며, 로이드 코프먼의 1984년 동명 영화를 리부트한 작품이다.

## 출연
- 피터 딩클리지 - 윈스턴
- 제이컵 트람블레이 - 윈스턴의 아들
- 테일러 페이지 - J. J. 도허티
- 케빈 베이컨
- 줄리아 데이비스
- 일라이저 우드
- 데이비드 요 - 거스리 스토킨스
- 메이컨 블레어 - 데니스